# Фридрих II (Хесен-Касел)
Вижте пояснителната страница за други личности с името Фридрих II.
Фридрих II (на немски: Friedrich II, * 14 август 1720, Касел, † 31 октомври 1785, дворец Вайсенщайн, Касел) от Дом Хесен, е от 1760 г. ландграф на Хесен-Касел.

## Биография
Той е син на ландграф Вилхелм VIII (1682 – 1760) и Доротея Вилхелмина (1691 – 1743), дъщеря на херцог Мориц Вилхелм от Саксония-Цайц.
Фридрих се жени през 1740 г. за принцеса Мария (1723 – 1772), дъщеря на английския крал Джордж II (1683 – 1760) и на маркграфиня Каролина фон Бранденбург-Ансбах (1683 – 1737). Двамата имат четири деца. След нейната смърт той се жени през 1773 г. втори път за принцеса Филипина от Прусия (1745 – 1800). Този брак е бездетен.

## Деца
Фридрих и първата си съпруга Мария имат децата:
- Вилхелм (1741 – 1742)
- Вилхелм I (1743 – 1821)
- Карл (1744 – 1836)
- Фридрих (1747 – 1837), ландграф на Хесен-Румпенхайм, прародител на съществуващата днес фамилия Хесен.